# Xã Zeandale, Quận Riley, Kansas
Xã Zeandale (tiếng Anh: Zeandale Township) là một xã thuộc quận Riley, tiểu bang Kansas, Hoa Kỳ. Năm 2010, dân số của xã này là 341 người.